# Bogorodick
Bogorodick è una città della Russia europea centrale (oblast' di Tula). Appartiene amministrativamente al rajon Bogorodickij, del quale è il capoluogo.
Sorge nella parte settentrionale del Rialto centrale russo, sulle sponde del fiume Upërta, 65 chilometri a sudest del capoluogo regionale Tula.
Dal 26 ottobre 2007 è gemellata con la città italiana di Rezzato.